# 1375-ös busz
Az 1375-ös jelzésű autóbuszvonal Miskolc és Szeged (Miskolc – Tiszafüred – Szeged) között húzódó országos vonal, amelyet a MÁV Személyszállítási Zrt. üzemeltet.

## Útvonala
A miskolci autóbusz-állomásról indul. A 3-as főúton kezdi el útját Mezőkövesd felé, odairányban a főúton, visszirányban a Csabai kapun és a Corvin utcán át közlekedik, melyek a város egyik jelentősebb csomópontjában, a miskolctapolcai elágazásnál érnek össze. Hejőcsaba és Görömböly városrészei mentén hagyja el a várost, párhuzamosan a Budapest–Sátoraljaújhely-vasútvonallal.
Első települése a Mályi-tóról híres Mályi, melyet másodikként Nyékládháza követ, itt ágazik le több, Tiszaújváros felé tartó busz is a 35-ös főúton. Aztán Emődön hajt keresztül a Bükkalja vidékén, majd Vatta községen, a Mátrai Erőműhöz közelítve az egyik bányájához közeli Bükkábrányt éri el. A vonal 45. kilométerén megy be első nevesebb településére, a Matyóföld fővárosába, Mezőkövesdre. Letér a főútról, áthajt a belvárosán, majd a 2023 decemberében átadott autóbusz-állomást is érinti. Utána déli irányban folytatja útját az Alföld és a Tisza-tó felé, keresztezi az M3-as autópályát, illetve egy megyehatárt is, előtte Egerlövőt és Borsodivánkát szolgálja ki. Elérkezik a Tisza-tavi Ökocentrum hazájába, Poroszlóra, melyet kettő megálló után a 33-as főúton el is hagy, mely a tavat elfelezi a közúti és a vasúti forgalommal. Ezzel szorosan a Tisza folyót is átszeli, melyen Tiszafüredre jut be. Először a vasútállomása melletti buszállomáson áll meg, majd a belvárosi Nemzeti Étterem nevezetű vendéglő mellett. A mára már megszüntetett Karcag–Tiszafüred-vasútvonal nyomvonalán Tiszaigarra és a vele szomszédos Tiszaörsre kanyarog, nemsokkal később Kunmadarasra, mielőtt Berekfürdőt és az ott megtalálható Termál- és Strandfürdőt is feltárná. Utána egy újabb mezőváros – Karcag – buszállomásán ezúttal huzamosabb ideig pihenőzik, némely indítás 17 percet is, csak ennek végeztével megy tovább Kertvárosába, Kiskulcsosra. A határában futó 4-es főúton mindössze pár percet tartózkodik, el is távolodik tőle Kisújszállásra, annak művészi környezetében fekvő buszállomására, illetve nagy forgalmat lebonyolító vasútállomására. A Hortobágy-Berettyó vízfolyás hosszában Túrkevén gázol át, sőt Mezőtúron is, ezen felül hosszabb útvonalt téve ráfűzi Gyomaendrődöt, viszont annak csak Nagylapos és Endrőd településrészeit. Az indulásától számított 5. órában Szarvason tartózkodik. A következő 65 kilométerében csupán 2 települést érint, Szentest, a hozzácsatolt Kajánújfalut és Magyarország eddigi egyetlen tram-train végpontját, Hódmezővásárhelyet. Ezek mindegyikében a központi megállókat megcélozza, utóbbit az északi feléből tárja fel, délnyugati felében hagyja el a 472-es főúton. Az ország egyik leghosszabb járatának végállomásával határos, tulajdonképp elővárosának tekintethető Algyő van hátra még, miután a határában az algyői vasúti Tisza-híd is érintett volt.
Végül Csongrád-Csanád megye megyeszékhelyére, a Dél-Alföld központjába, a 160.000 lakosú Szegedre érkezik. A nagyvárosban a Budapesti és a Brüsszeli körutakon halad a Mars téri autóbusz-állomásra, végállomására.

## Közlekedése
Indításai a hét minden napján történnek, egy-egy miskolci és szegedi jármű teljesíti a távot oda-vissza. Hazánkban az egyik leghosszabb távval és mintegy 6-7 órás menetidővel rendelkezik, melyet Miskolcról egy Mercedes-Benz Intouro, Szegedről egy Volvo 9700-as autóbusz tesz meg. Ezek közül a Miskolcon telephelyező kevesebb megállóban szolgálja ki a településeket.
| Viszonylat                             | Indításszám | Közlekedési rend |
| -------------------------------------- | ----------- | ---------------- |
| Miskolc, aut. áll. – Szeged, aut. áll. | 2 pár       | naponta          |

## Megállóhelyei
| A megállóban járat alkalmanként nem áll meg. |                                      |          | |
| 0                                            | Miskolc, autóbusz-állomás végállomás | 0.0 km   | 1, 1G, 3, 3A, 4, 7, 11, 12G, 20, 20A, 24, 28, 32, 34G, 35, 43, 44, 45, 101B, 900, 914, 935 1050, 1053, 1369, 1370, 1372, 1373, 1374, 1376, 1377, 1380, 1381, 1383, 1384, 1410, 1411 3700, 3701, 3702, 3703, 3704, 3705, 3706, 3707, 3708, 3709, 3710, 3711, 3712, 3714, 3715, 3716, 3717, 3718, 3719, 3720, 3721, 3722, 3723, 3724, 3726, 3727, 3728, 3729, 3730, 3731, 3733, 3734, 3735, 3736, 3737, 3738, 3739, 3740, 3741, 3742, 3743, 3744, 3745, 3746, 3747, 3748, 3749, 3750, 3751, 3752, 3753, 3754, 3755, 3757, 3760, 3761, 3764, 3765, 3766, 3767, 3770, 3772, 3773, 3774, 3775, 3776, 3777, 4019                                     |
| 1                                            | Miskolc, Vörösmarty út (↓)           | 1.0 km   | 3A, 14G, 21, 21G, 24, 32, 35, 45, 901, Auchan 1 1050, 1369, 1370, 1372, 1376, 1377, 1380, 1381 3738, 3739, 3740, 3741, 3742, 3743, 3744, 3745, 3746, 3747, 3748, 3749, 3750, 3751, 3752, 4019 |
| ∫                                            | Miskolc, Corvin utca (↑)             | ∫        | 20, 28, 34, 35, 43, 44, Auchan 1 1369, 1370, 1372, 1376, 1377, 1410 3738, 3739, 3740, 3741, 3742, 3743, 3744, 3745, 3746, 3747, 3748, 3749, 3750, 3751, 3752, 4019 |
| 2                                            | Miskolctapolcai elágazás             | 3.2 km   | 4, 14, 20, 24, 30, 32, 34, 36, 43, 44, 45, 900, 914, 935 1050, 1369, 1370, 1372, 1373, 1374, 1376, 1377, 1380, 1381, 1410, 1411 3738, 3739, 3740, 3741, 3742, 3743, 3744, 3745, 3746, 3747, 3748, 3749, 3750, 3751, 3752, 4019 |
| 3                                            | Miskolc, harsányi útelágazás         | 6.5 km   | 4, 43, 44, 53 1050, 1369, 1372, 1376, 1377, 1381 3738, 3739, 3740, 3741, 3742, 3743, 3744, 3745, 3746, 3747, 3748, 3749, 3750, 3751, 3752, 4019 |
| 4                                            | Mályi, bolt                          | 11.1 km  | 1050, 1369, 1370, 1372, 1376, 1377, 1380, 1381, 1410 3739, 3740, 3741, 3742, 3743, 3744, 3745, 3747, 3748, 3749, 3750, 4019 |
| 5                                            | Nyékládháza, Szemere utca 53.        | 14.1 km  | 1050, 1369, 1370, 1372, 1376, 1377, 1380, 1381, 1410 3745, 3747, 3748, 3749, 3750, 4019 |
| 6                                            | Emőd, ABC áruház                     | 20.8 km  | 1050, 1376, 1377, 1380, 1381 3747, 3748, 3749, 3750, 4019 |
| 7                                            | Emőd, Bagolyvár Csárda               | 22.0 km  | 1050, 1376, 1377, 1380, 1381 3747, 3748, 3749, 3750, 4019 |
| 8                                            | Vatta, Kossuth utca 30.              | 26.6 km  | 1050, 1376, 1377, 1380, 1381 3747, 3748, 3749, 3750, 4019 |
| 9                                            | Vatta, híd                           | 27.4 km  | 1050, 1376, 1377, 1380, 1381 3747, 3748, 3749, 3750, 4019 |
| 10                                           | Bükkábrány, Thermoplasztika          | 33.2 km  | 1050, 1376, 1377, 1380, 1381 3746, 3747, 3748, 3749, 4006, 4007, 4019, 4022 |
| 11                                           | Mezőkövesd, gimnázium                | 45.6 km  | 1, 2, 2B, 3 1050, 1376, 1377, 1380, 1381 3416, 3746, 3749, 4001, 4006, 4007, 4008, 4009, 4013, 4017, 4018, 4019, 4021, 4022, 4023, 4026, 4030 |
| 12                                           | Mezőkövesd, Mátyás király út         | 46.5 km  | 1, 2, 2B, 3 1050, 1376, 1377, 1380, 1381 3416, 3746, 3749, 4001, 4006, 4007, 4008, 4009, 4013, 4017, 4018, 4019, 4021, 4022, 4023, 4026, 4030 |
| 13                                           | Mezőkövesd, SZTK rendelőintézet      | 46.7 km  | 1, 2B, 3 1344, 1377, 1426, 1427, 1447, 1448, 1468 3406, 3416, 3418, 3419, 3749, 4001, 4006, 4007, 4008, 4009, 4010, 4011, 4013, 4014, 4015, 4016, 4017, 4019, 4023, 4026, 4030, 4157 |
| 14                                           | Mezőkövesd, autóbusz-állomás         | 48.1 km  | 1, 2B, 3 1344, 1377, 1426, 1427, 1447, 1448, 1468 3406, 3416, 3418, 3419, 3749, 4001, 4006, 4007, 4008, 4010, 4014, 4015, 4016, 4017, 4019, 4023, 4026, 4030, 4157 IC, személyvonat – Mezőkövesd [80.] |
| 15                                           | Egerlövő, autóbusz-váróterem         | 58.7 km  | 1344, 1377, 1447, 1448, 1468 4010, 4011 |
| 16                                           | Borsodivánka, autóbusz-váróterem     | 62.6 km  | 1344, 1377, 1447, 1448, 1468 4010, 4011 |
| 17                                           | Poroszló, posta                      | 69.4 km  | 1344, 1377, 1447, 1448, 1468 3431, 3432 |
| 18                                           | Poroszló, Ökocentrum                 | 70.1 km  | 1068, 1343, 1344, 1377, 1447, 1448, 1468 3431, 3562 |
| 19                                           | Tiszafüred, autóbusz-állomás         | 79.1 km  | 1 1068, 1075, 1301, 1343, 1344, 1377, 1447, 1448, 1468, 1516 3431, 3561, 3562, 4487, 4608, 4609, 4613, 4614, 4701, 4702, 4753, 4755, 4757, 4760 személyvonat, vonatpótló – Tiszafüred [103/108.] |
| 20                                           | Tiszafüred, Nemzeti Étterem          | 80.9 km  | 1069, 1075, 1343, 1344, 1377, 1447, 1468, 1516 3561, 4487, 4608, 4609, 4613, 4614, 4701, 4702, 4753, 4755, 4757, 4760 vonatpótló – Tiszafüred-Gyártelep [103.] |
| 21                                           | Tiszaigar, posta                     | 90.7 km  | 1377, 1468 4608, 4614, 4702, 4755 |
| 22                                           | Tiszaörs, autóbusz-váróterem         | 94.7 km  | 1377, 1468 4608, 4614, 4702, 4755 |
| 23                                           | Kunmadaras, községháza               | 104.3 km | 1066, 1377, 1443, 1468 4608, 4614, 4616, 4700, 4701, 4702, 4730 vonatpótló – Kunmadaras [103.] |
| 24                                           | Berekfürdői elágazás                 | 111.4 km | 1443 4616, 4700, 4701, 4702, 4730 vonatpótló – Berekfürdő [103.] |
| 25                                           | Berekfürdő, strandfürdő              | 113.1 km | 1066, 1443 4616, 4700, 4701, 4702, 4730 |
| 26                                           | Berekfürdői elágazás                 | 114.8 km | 1443 4616, 4700, 4701, 4702, 4730 vonatpótló – Berekfürdő [103.] |
| 27                                           | Karcag, autóbusz-állomás             | 124.2 km | 1, 2, 2A, 3, 4 1066, 1443 4616, 4619, 4700, 4701, 4702, 4704, 4710, 4715, 4720, 4730, 4812 |
| 28                                           | Karcag, Kiskulcsosi iskola           | 127.9 km | 2, 2A 4715, 4720 |
| 29                                           | Kisújszállás, autóbusz-állomás       | 142.8 km | 1346, 1516 4619, 4715, 4720, 4735, 4738 |
| 30                                           | Kisújszállás vasútállomás            | 143.6 km | 1346, 1516 4619, 4715, 4720, 4735, 4738 BEZ, EC, IC, személyvonat – Kisújszállás [100/102.] |
| 31                                           | Kisújszállás, autóbusz-állomás       | 144.4 km | 1346, 1516 4619, 4715, 4720, 4735, 4738 |
| 32                                           | Túrkeve, József Attila út            | 157.9 km | 4617, 4715, 4770 |
| 33                                           | Túrkeve, autóbusz-állomás            | 159.6 km | 1516 4617, 4618, 4715, 4770 |
| 34                                           | Mezőtúr, Kossuth tér                 | 176.6 km | 1 1516 4618, 4715, 4770, 4772, 4775, 4776, 4778, 4779, 4780 |
| 35                                           | Mezőtúr, autóbusz-állomás            | 178.2 km | 1 1516 4618, 4715, 4770, 4772, 4775, 4776, 4778, 4779, 4780 |
| 36                                           | Nagylapos, szövetkezeti bolt         | 189.4 km | IC, személyvonat – Nagylapos [120.] |
| 37                                           | Gyomaendrőd, kultúrház               | 195.6 km | 1432, 1516 4815, 4866, 4971, 4990, 4994 |
| 38                                           | Szarvas, Mezőgép                     | 214.6 km | 1085, 1432 4850, 4855, 4971, 4975, 4990, 5208 |
| 39                                           | Szarvas, autóbusz-állomás            | 216.5 km | 1085, 1087, 1432, 1516 4850, 4855, 4971, 4975, 4976, 4980, 4985, 4990, 5120, 5208 |
| 40                                           | Kajánújfalu, Kereszt utca            | 240.1 km | 1516 5120 |
| 41                                           | Szentes, autóbusz-állomás            | 253.2 km | 1, 1T, 3, 3A, 3T 1090, 1092, 1094, 1499, 1515, 1516, 1518, 1577 5004, 5007, 5010, 5011, 5105, 5109, 5110, 5120, 5121, 5122, 5123, 5125, 5126, 5127, 5128, 5129, 5130, 5132, 5140, 5143, 5150, 5255 |
| 42                                           | Hódmezővásárhely, Lázár utca         | 280.5 km | 43 1090, 1094 5004, 5010, 5105, 5150 |
| 43                                           | Hódmezővásárhely, autóbusz-állomás   | 281.6 km | 41, 42, 43, 44, 45 1090, 1094, 1374, 1441, 1486, 1515 4883, 4990, 5004, 5005, 5010, 5105, 5150, 5160, 5165, 5167, 5169 1 |
| 44                                           | Hódmezővásárhely, Hősök tere         | 282.8 km | 41, 42, 43 1374, 1441, 1486, 1515 4990, 5004, 5005, 5010, 5160 1 |
| 45                                           | Hódmezővásárhely, Kishomok           | 286.1 km | 41 1374, 1441, 1486, 1515 5004, 5005, 5010, 5160 |
| 46                                           | Algyő vasútállomás, bejárati út      | 296.3 km | 1374, 1441, 1486, 1515, 1516 4990, 5003, 5004, 5005, 5007, 5010, 5011, 5160 1 |
| 47                                           | Szeged, Budapesti körút              | 304.1 km | 12, 77, 77A, 77Y, 84, 90, 90F, 90H, 92E 1374, 1441, 1486, 1515, 1516 4990, 5003, 5004, 5005, 5007, 5010, 5011, 5012, 5013, 5017, 5018, 5019, 5021, 5160, 5187, 5188 3, 3F, 4 |
| 48                                           | Szeged, Brüsszeli körút              | 305.4 km | 12, 20, 24, 73, 73Y, 74, 74Y, 77, 77A, 77Y 10 1374, 1441, 1486, 1515 5003, 5004, 5005, 5007, 5010, 5011, 5012, 5013, 5017, 5018, 5019, 5021, 5160, 5187, 5188 3, 3F, 4 |
| 49                                           | Szeged, autóbusz-állomás végállomás  | 307.1 km | 7F, 12, 21, 60, 60Y, 64, 67, 67Y, 70, 71, 71A, 72, 72A, 73, 73Y, 74, 74Y, 75, 76, 76Y, 77, 77A, 77Y, 79H, 78, 78A, 93E 5, 6, 9, 19 547, 581, 1374, 1441, 1486, 1503, 1504, 1506, 1507, 1510, 1513, 1515, 1516, 1517, 1518, 1652 4990, 5000, 5001, 5002, 5003, 5004, 5005, 5007, 5010, 5011, 5012, 5013, 5014, 5015, 5016, 5019, 5020, 5021, 5022, 5023, 5024, 5025, 5030, 5031, 5032, 5033, 5034, 5035, 5040, 5041, 5042, 5045, 5046, 5047, 5049, 5050, 5054, 5055, 5056, 5058, 5059, 5060, 5061, 5062, 5063, 5064, 5066, 5070, 5071, 5075, 5076, 5109, 5112, 5160, 5188, 5189, 5190, 5329, 5362, 5369 1, 1A, 2 vonatpótló – Szeged [121/125.] |